# Île Belkov
L'île Belkov  ou Belkovski (en russe : Бельковский остров) fait partie de l'archipel de Nouvelle-Sibérie, est située dans la mer des Laptev, au nord des côtes de la Sibérie orientale. Sur le plan administratif elle est rattachée à la République de Sakha (Yakoutie) en Russie.
L'île, d'une surface de 533 km2, est relativement plate (point culminant 122 mètres). C'est la plus petite des îles d'Anjou (russe : Анжу).  Elle est réputée pour la colonie de morses qui y a élu domicile. Elle abrite également de grandes colonies d'oiseaux.
L'île Belkov a été découverte en 1808 par le marchand russe Belkov dont elle porte aujourd'hui le nom.

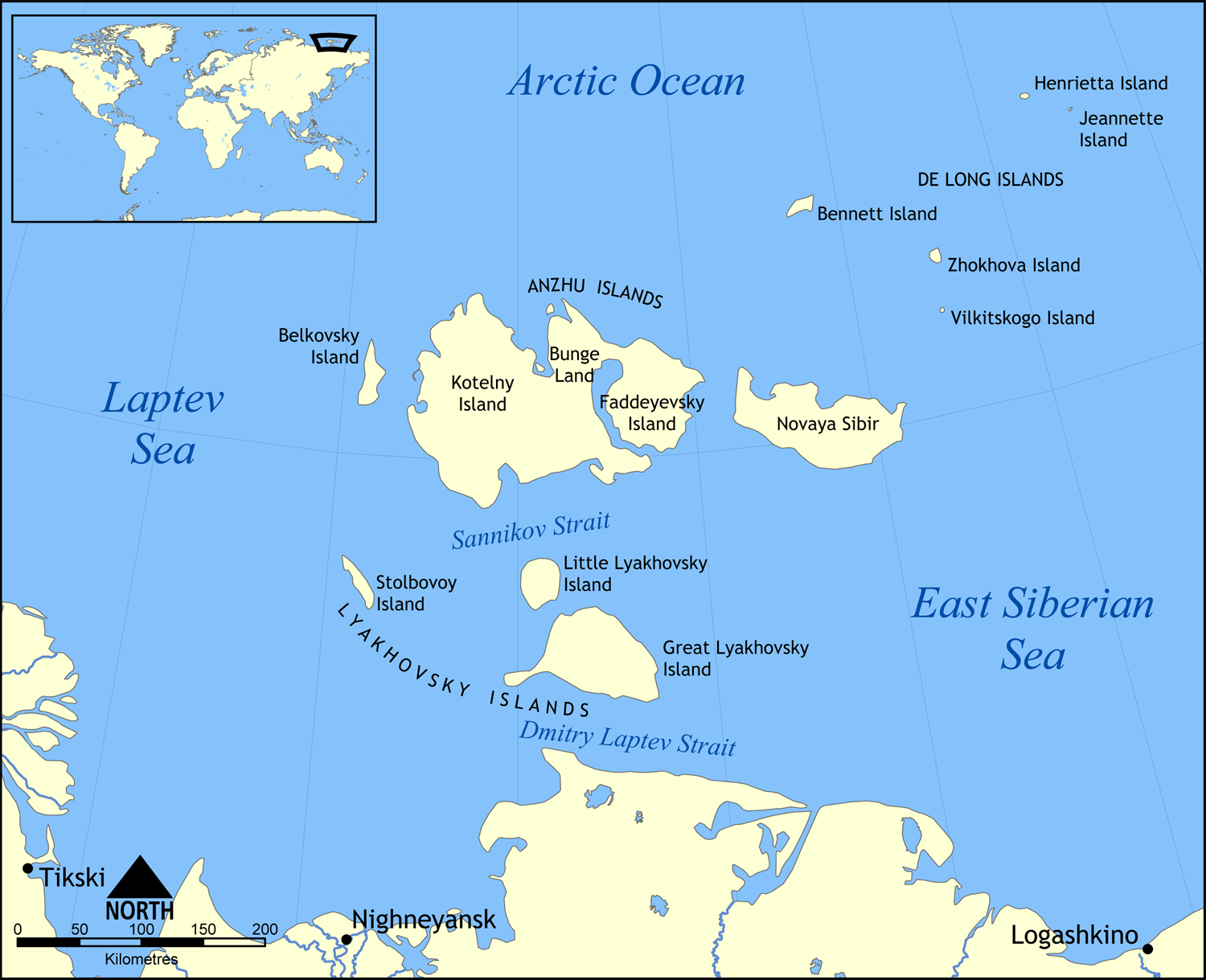
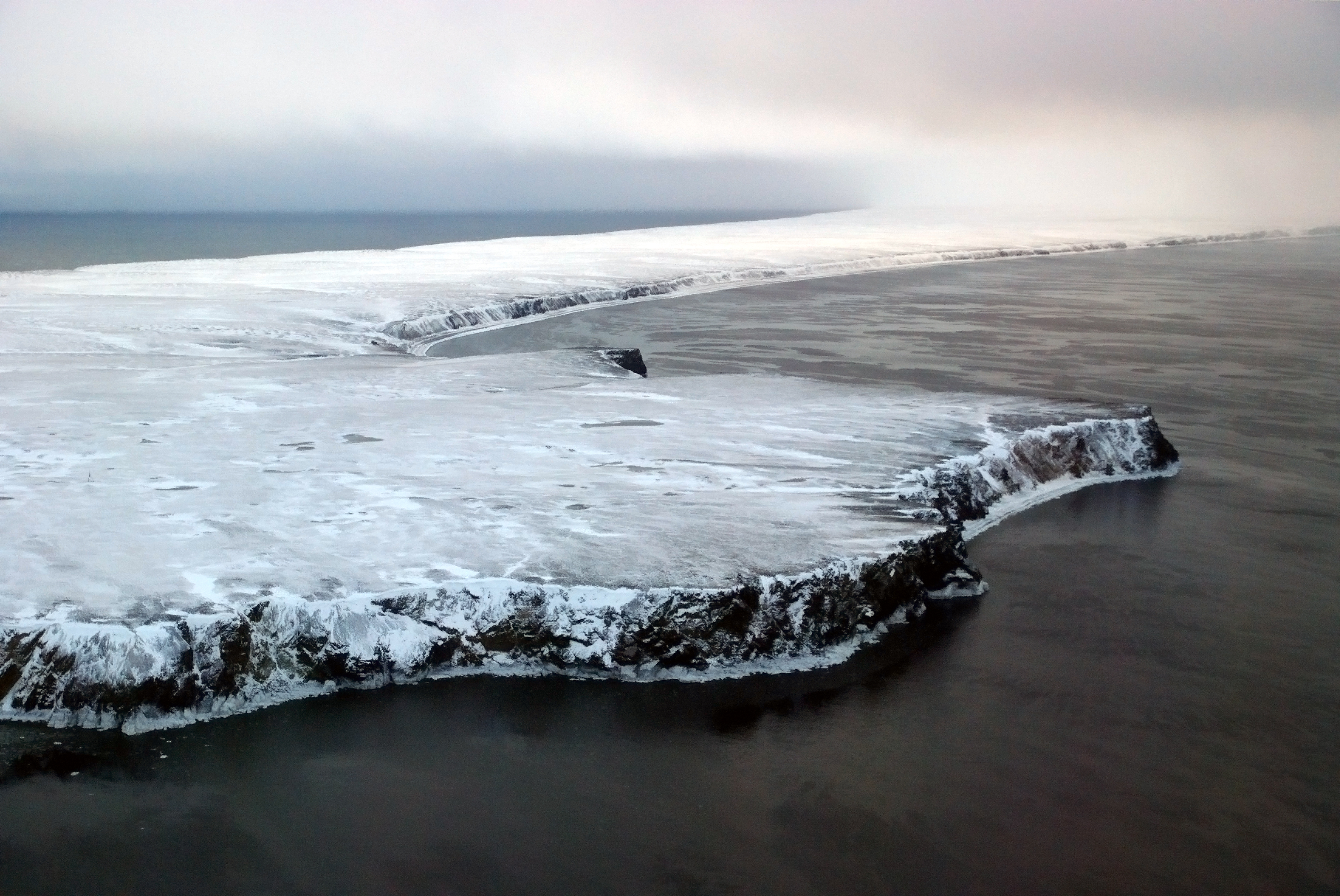
Le littoral.